# R Sextantis
R Sextantis är en halvregelbunden variabel av SRB-typ i stjärnbilden Sextanten. Stjärnan var den första i stjärnbilden som fick en variabelbeteckning. Den fick också felaktigt en ytterligare variabeldesignation, S Reticuli, vilken därför numera uteslutits ur nomenklaturen.
Stjärnan varierar mellan visuell magnitud +9,0 och 10,4 med en period av 131,5 dygn.

## Fotnoter
1. ↑  Variabelstjärnornas beteckningar börjar med bokstäverna R-Z, därefter A-Q, följt av RR-ZZ och AA-QQ, varefter de börjar betecknas med bokstaven V och ett ordningsnummer, från och med V335.